# Ponte della Paglia
Le Pont de la Paille, ou Ponte della Paglia en italien, sur le Riva degli Schiavoni, traverse le Rio de la Canonica à Venise. Il fait le lien entre les sestieres de Castello et de San Marco.
Le nom provient des bateaux chargés de paille qui stationnaient ici. Une loi de 1285 édictait :  Palea non vendatur ad Pontem Paleæ et une autre de 1308 interdit aux vendeurs de paille de vendre leur marchandise à cet endroit. 
Ce pont de pierre fut érigé en 1360 avec des petites colonnes tel qu'il apparaît toujours. Il fut restauré en 1462. Le pont fut agrandi en 1854 sur deniers publics.